# Съдебна драма
Съдебната драма е поджанр на драмата, действието на който обикновено се развива в съдебната зала. Темите, които се засягат, са прилагане на закона, извършени престъпления, разплитане на случаи и адвокатска дейност. Съдебната драма се среща в различни форми на изкуството, като романи, пиеси, телевизионни сериали и игрални филми. Тя се припокрива в редица случаи с криминалната драма, като съдебните драми се фокусират върху психическото състояние на героите, отколкото върху самото разнищване на случая. Обикновено героите и съдбите им са по-важни за сюжета.
Редица практикуващи адвокати смятат, че съдебните драми водят до погрешно схващане от обществото за правния процес. В повечето случаи причина за това е желанието да се създаде интересна история. Освен това съдебните драми често избират ситуация с очевидна несправедливост или твърде необикновени ищци.

## Кино
Класически филми като „12 разгневени мъже“ и „Анатомия на едно убийство“ са натурални съдебни драми. В „12 разгневени мъже“ действието се развива в заседателна зала на нюйоркски съд. 11 членове на съдебното жури си поставят за цел да определят присъда „виновен“ по най-бързия начин. Когато журито е напът да намери единодушно решение, единадесетият заседател (изигран от Хенри Фонда във филма от 1951 г.) смята за свой дълг да убеди колегите си, че има вероятност обвиняемият да е невинен. По този начин той предизвиква бурни спорове и объркване сред журито.

## Телевизия
При сериалите има сериозни и комедийни съдебни драми. Някои се фокусират върху съдебните препятствия и тъмната страна на закона. Те разглеждат моралната страна при справянето с убийци, изнасилвачи, аморални адвокати и налудничави хора и трудностите при защитаване на невинни хора, оказали се в неблагоприятната ситуация съдът и съдебното жури да ги намират за непочтени и корумпирани. Такъв сериал е „Закон и ред“.
Други сериали като „Али Макбийл“ и „Адвокатите от Бостън“ са с комичен оттенък. Те засягат по-малко самите престъпления, а се фокусират върху теми като развод, секс и изневяра.
След 2000 г. съдебните драми започват да привличат все по-голямо внимание. Друг момент е все по-честото включване на силни женски персонажи като в „Добрата съпруга“ и „Скандал“.